# 発射管制センター
発射管制センター（はっしゃかんせいセンター、英語: Launch Control Center（ LCC ））は、フロリダ州メリット島にあるNASAのケネディ宇宙センターにある4階建ての建物。ケネディ宇宙センター第39発射施設からの打ち上げロケットの発射を管理するために使用される。スペースシャトル組立棟の南東の角に建設されているLCCにはオフィス、遠隔測定、追跡、および計測機器と発射室がある。
LCCは、1967年11月9日、無人のアポロ4号（アポロサターン501）以来、発射を行ってきた。有人によるLCCの最初の発射は、1968年12月21日のアポロ8号であった。NASAのスペースシャトル計画においてもLCCを使用していた。NASAは、2021年にアルテミス 1で開始される予定の次のスペース・ローンチ・システム（SLS）ミッションのセンターを改装している。

## 制御室

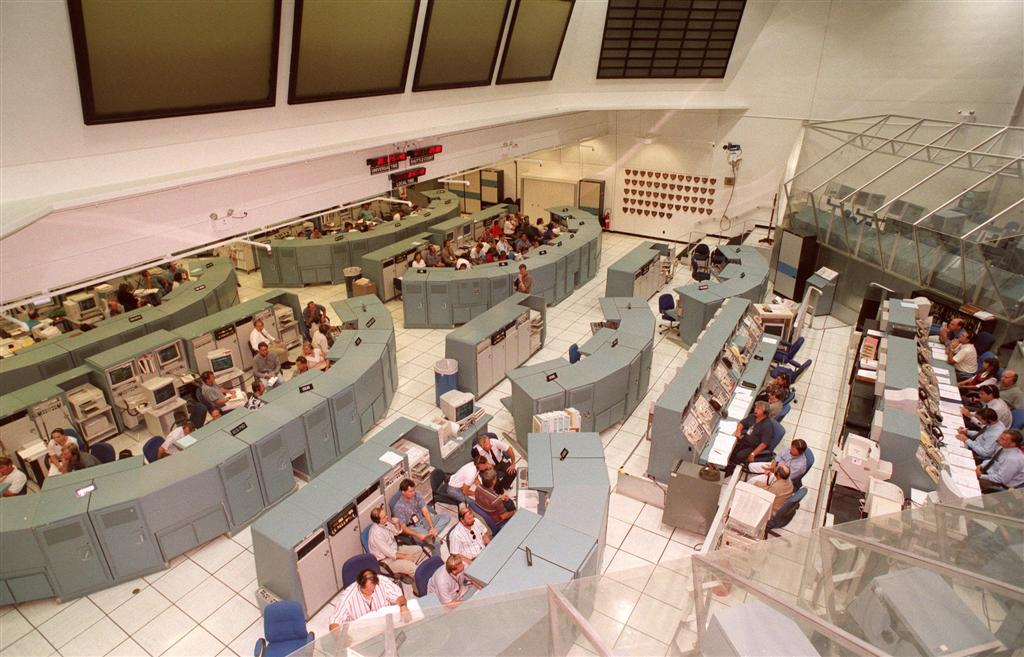
スペースシャトルのコントロールルーム1

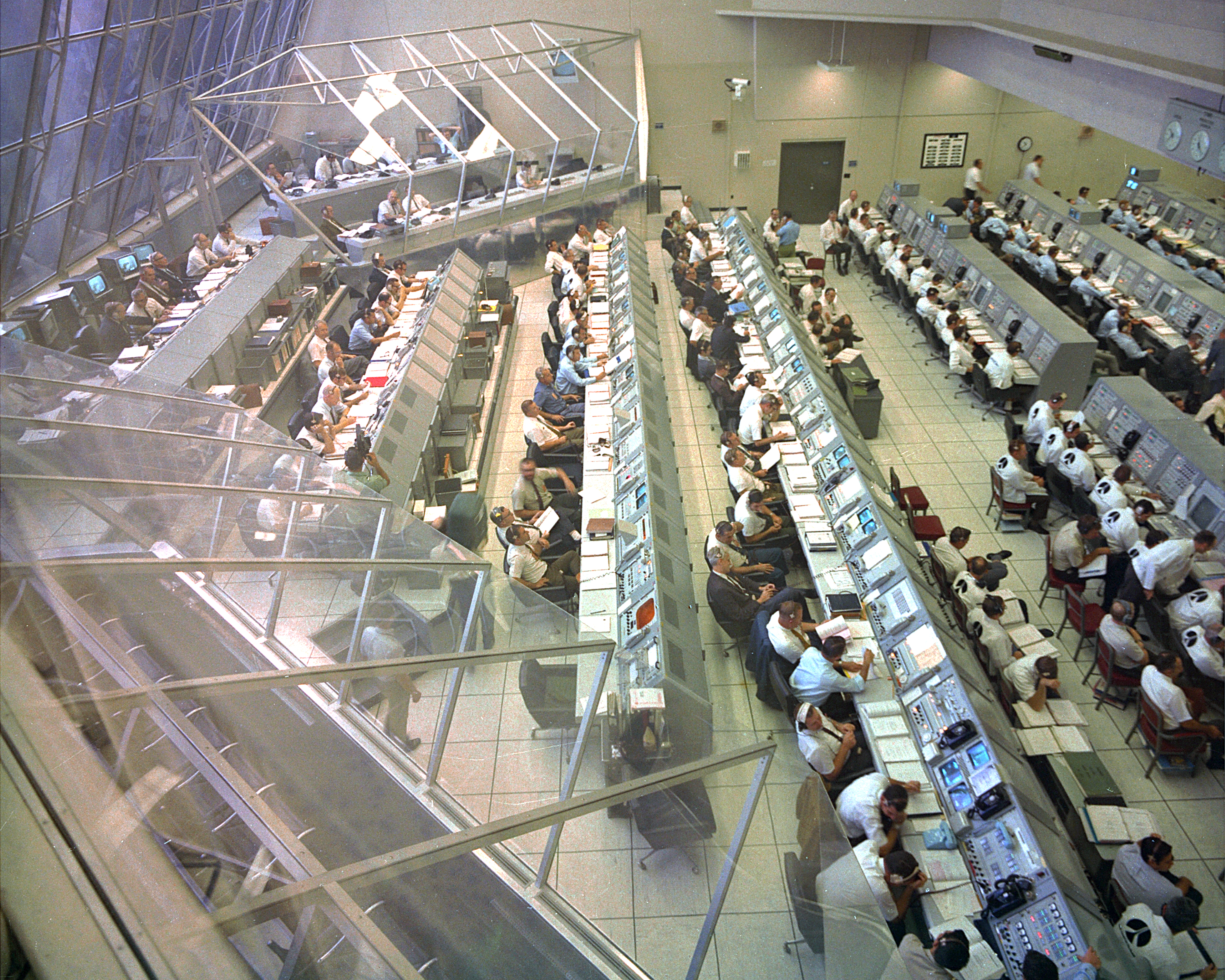
アポロ時代のコントロールルーム2

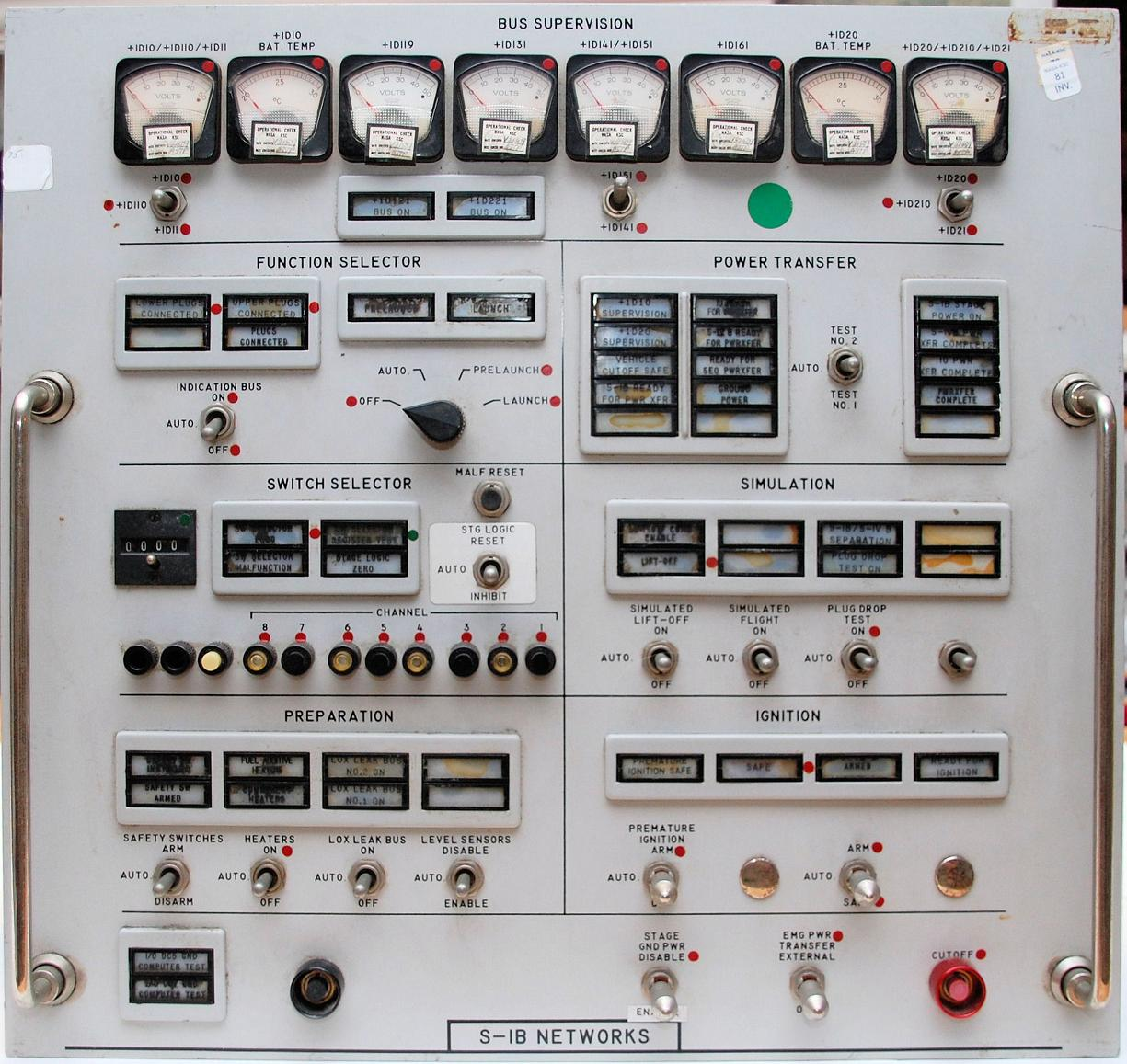
アポロ時代の発射室からのサターンI-Bコントロールパネル

発射操作は、いくつかの制御室（発射室とも呼ばれる）から監視および制御される。コントローラーは、発射前のチェック、ブースター、宇宙船を制御する。ロケットが発射塔を通過すると（通常は最初の10〜15秒以内）、ジョンソン宇宙センターのミッションコントロールセンターに制御が切り替えられる。

## 主要人員

### Launch Director（LD）
ローンチディレクターは発射チームの責任者であり、関連するチームメンバーに状況を確認した後、発射の最終的な「go」または「no go」の決定を行う責任がある。 1981年から2011年の間に8人の異なるスペースシャトルのローチンディレクターがいた。

### Flow Director（FD）
フローディレクターは、発射する宇宙船の準備に責任があり、LCCでは助言的な立場である。

### NASA Test Director（NTD）
NASAテストディレクターは、飛行乗務員、オービター、外部燃料タンク/固体ロケットブースター、地上支援装置など、打ち上げ前のすべてのテストを担当。NTDは、給油が行われた後のパッド上のすべての人員の安全にも責任があり、ローチンディレクターに報告を行う。

### Orbiter Test Conductor（OTC）
オービターテストコンダクターは、飛行前のすべてのチェックアウトとオービターのテストを担当し、オービターのシステムを監視する発射室のエンジニアを管理する。 OTCは、NASAではなく請負業者の従業員である。

### Payload Test Conductor（PTC）
ペイロードテストコンダクターは、オービターによって運ばれるペイロードの飛行前テストとチェックアウトを担当し、ペイロード地上操作の監視と制御を担当するエンジニアリングチームとテストチームを管理する。 PTCはスペースシャトルチームの請負業者のメンバーである。

### Launch Processing System Coordinator（LPS）
LPSコーディネーターは、LPSシステムを監視および監督する。具体的には、必要なする発射率、スペースシャトルのスタッキング（組み立て）、およびすべての安全要件。これは、Launch Processing System (LPS) によって可能になる。LPS は、チェックアウトと起動プロセス全体を監視する高度に自動化されたコンピューター制御システムである。

### Superintendent of Range Operations（SRO）
射程運用の監督者は、すべての追跡および通信システムが発射操作をサポートする準備ができていることを確認するだけでなく、ダウンレンジ空域とスプラッシュダウンエリアが発射のためにクリアなままであることを確認。発射場の近くの天気も監視する。

### Ground Launch Sequencer Engineer（CGLS）
グラウンドローチンシーケンサー エンジニアは、自動化されたグラウンドローチンシーケンサーシステムの動作を監視する責任がある。このシステムは、T-9分から打ち上げまでのカウントダウンを制御する。この時点からT-31秒まで、必要に応じて手動保留を実行することを担当。T-31秒後、自動カットオフのみが使用可能になり、自動カットオフにより、カウントダウンクロックをT-20分に戻すことができる。通常、これにより起動時間が起動ウィンドウを超えて延長され、スクラブと24時間のターンアラウンドが発生する。

## ギャラリー

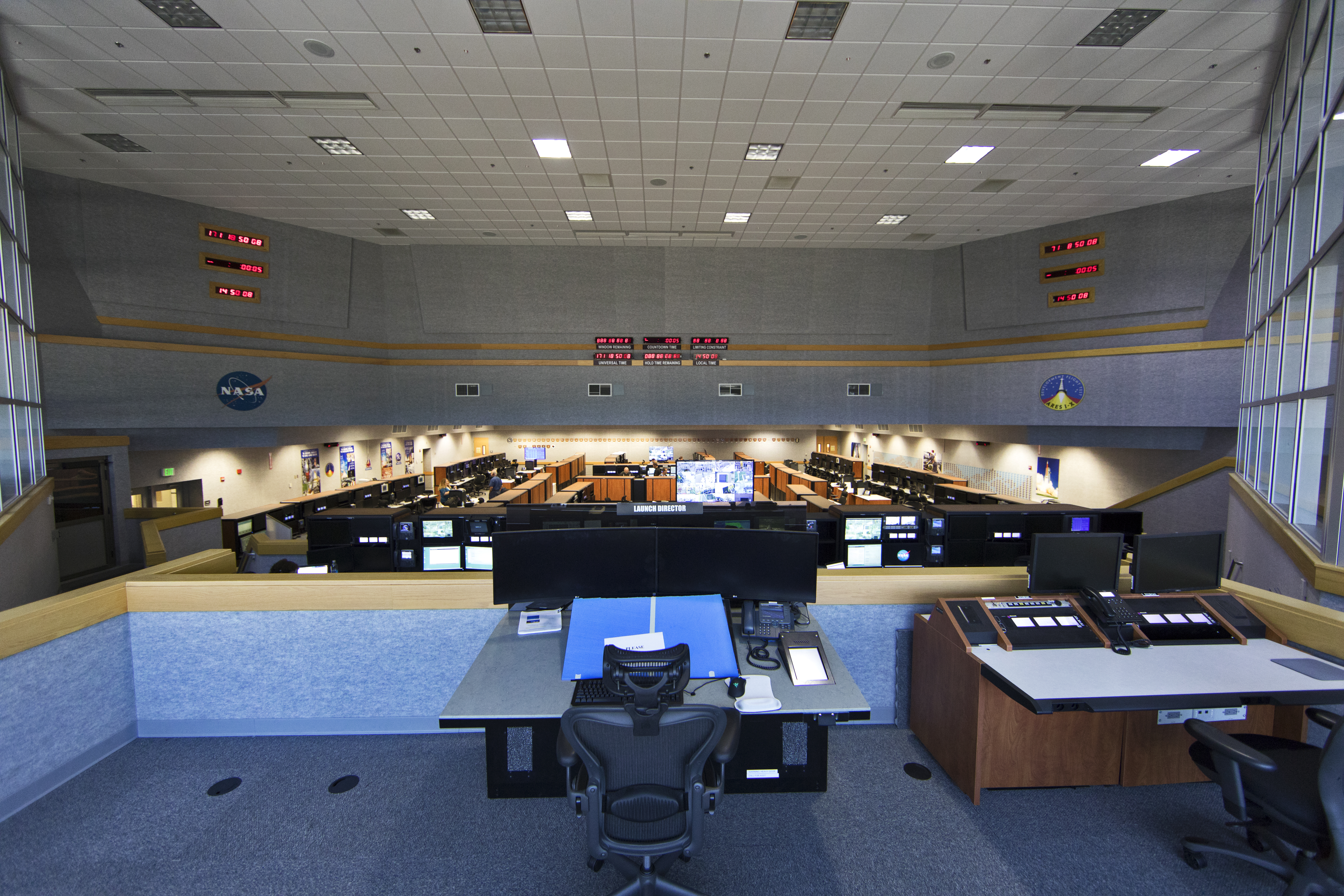
2018年に改装されたコントロールルーム2のインテリア。

### ソース
- コントロールセンターを起動します
- コントロールセンターのメインページを起動します。
- ローンチチーム